# Blackstreet
Blackstreet er en amerikansk R&B gruppe der blev dannet i 1992 af Thomas R. Taliaferro Jr. også kendt som Teddy Riley. 
Debutalbummet Blackstreet blev en moderat succes forårsaget af singlerne "Booti Call", "Before I Let You Go", og "Joy". Opfølgeren Another Level fra 1996 gav gruppen deres kommercielle gennembrud. Singlen "No Diggity" feat. Dr. Dre røg direkte ind på hitlisterne og satte for alvor gruppen på verdenskortet. 
Blackstreet har blandt andet samarbejdet med Jay-Z på singlen "The City is Mine".